# Singleplayer
Singleplayer er det modsatte af multiplayer, og betyder at der i et computerspil kun er én spiller. Det er engelsk og betyder på dansk "enlig/eneste spiller".
Singleplayer-delen af et spil bygger som regel over en historie, der udvikler sig i løbet af spillet, og desuden også stigende sværhedsgrader.
Nogle spil understøtter både single- og multiplayer, mens andre kun understøtter en af delene.
| computerspil | Spire Denne computerspilsrelaterede artikel er en spire som bør udbygges. Du er velkommen til at hjælpe Wikipedia ved at udvide den. |